# Демонетизация
Демонетизацията е понятие свързано с изтласкването на стоковите пари от паричните знаци. Този процес е характерен за първата половина на 20 век. Той е естествен резултат от икономическото развитие. Налага се поради факта, че паричните знаци са по-рационални за употреба от стоковите пари.